# 孔祥熙內閣
孔祥熙內閣成立於1938年1月1日。由行政院院長孔祥熙負責組閣，該內閣為中華民國國民政府的第六任內閣，其功能性多著眼於戰時內政與備戰等。

## 內閣成員
- 行政院院長：孔祥熙（ 中國國民黨）
- 行政院副院長：張群（ 中國國民黨）
- 內政部部長：何鍵（ 中國國民黨）
- 外交部部長：王寵惠（ 中國國民黨）
- 財政部部長：孔祥熙（ 中國國民黨）
- 軍政部部長：何應欽（ 中國國民黨）
- 教育部部長：陳立夫（ 中國國民黨）
- 交通部部長：張嘉璈（ 中國國民黨）
- 經濟部部長：翁文灝（ 中國國民黨）
- 蒙藏委員會委員長：吳忠信（ 中國國民黨）
- 僑務委員會委員長：陳樹人（無黨籍）
- 振濟委員會委員長：孔祥熙（ 中國國民黨）